# Cetopsis
Cetopsis is een geslacht van straalvinnige vissen uit de familie van de walvismeervallen (Cetopsidae).

## Soorten[1]
- Cetopsis amphiloxa (Eigenmann, 1914)
- Cetopsis arcana Vari, Ferraris & de Pinna, 2005
- Cetopsis baudoensis (Dahl, 1960)
- Cetopsis caiapo Vari, Ferraris & de Pinna, 2005
- Cetopsis candiru Spix & Agassiz, 1829
- Cetopsis coecutiens (Lichtenstein, 1819)
- Cetopsis fimbriata Vari, Ferraris & de Pinna, 2005
- Cetopsis gobioides Kner, 1858
- Cetopsis jurubidae (Fowler, 1944)
- Cetopsis montana Vari, Ferraris & de Pinna, 2005
- Cetopsis motatanensis (Schultz, 1944)
- Cetopsis oliveirai (Lundberg & Rapp Py-Daniel, 1994)
- Cetopsis orinoco (Schultz, 1944)
- Cetopsis othonops (Eigenmann, 1912)
- Cetopsis parma Oliveira, Vari & Ferraris, 2001
- Cetopsis pearsoni Vari, Ferraris & de Pinna, 2005
- Cetopsis plumbea Steindachner, 1882
- Cetopsis sandrae Vari, Ferraris & de Pinna, 2005
- Cetopsis sarcodes Vari, Ferraris & de Pinna, 2005
- Cetopsis starnesi Vari, Ferraris & de Pinna, 2005
- Cetopsis umbrosa Vari, Ferraris & de Pinna, 2005